# Kurczanskaja
Kurczanskaja (ros. Курчанская) – stanica w Rosji, w Kraju Krasnodarskim, w rejonie tiemriukskim. W 2010 liczyła 6600 mieszkańców.

## Urodzeni
- Aleksandr Pieczerica